# Christian (serie televisiva)
Christian è una serie televisiva italiana creata da Enrico Audenino e Valerio Cilio e Roberto Saku Cinardi e diretta da Stefano Lodovichi e Roberto Saku Cinardi, liberamente ispirata alla graphic novel Stigmate di Claudio Piersanti e Lorenzo Mattotti.
La serie è trasmessa dal 28 gennaio 2022 su Sky Atlantic.

## Trama
Christian si guadagna da vivere facendo da scagnozzo per Lino, boss della periferia romana. Un giorno, però, comincia a sentire un forte dolore alle mani che gli impedisce di portare a termine il suo incarico, fino a che queste cominciano a sanguinare e si aprono le stigmate. Christian, inizialmente spaventato dalla cosa, si accorge di avere dei poteri in quanto con il semplice tocco aveva riportato in vita la vicina Rachele, una prostituta tossicodipendente. 
Questi prodigi iniziano ad attirare l'attenzione di Matteo, postulatore del Vaticano, che da piccolo era stato investito ma era sopravvissuto grazie ad un miracolo.

## Episodi
| Stagione         | Episodi | Prima TV |
| ---------------- | ------- | -------- |
| Prima stagione   | 6       | 2022     |
| Seconda stagione | 6       | 2023     |

## Personaggi e interpreti

### Principali
- Christian (stagione 1-in corso), interpretato da Edoardo Pesce.
Picchiatore per conto di Lino che scopre di avere poteri di guarigione e risurrezione.
- Matteo (stagione 1-in corso), interpretato da Claudio Santamaria.
Emissario del Vaticano ossessionato dal trovare qualcuno i cui poteri taumaturgici siano veri.
- Rachele (stagione 1-in corso), interpretata da Silvia D'Amico.
Vicina di casa di Christian con problemi di tossicodipendenza.
- Lino (stagione 1, guest stagione 2), interpretato da Giordano De Plano.
Boss del quartiere e fratello acquisito di Christian.
- Davide (stagione 1-in corso), interpretato da Antonio Bannò.
Figlio di Lino e miglior amico di Christian.
- Tomei (stagione 1-in corso), interpretato da Francesco Colella.
Veterinario del quartiere.
- Italia (stagione 1), interpretata da Lina Sastri.
Madre di Christian, malata di Alzheimer.
- Biondo (stagione 1-in corso), interpretato da Giulio Beranek.
Angelo custode di Christian e Matteo.
- Nera (stagione 2-in corso), interpretata da Laura Morante.
Manipolatrice di Matteo e avversaria del Biondo.

### Ricorrenti
- Anna (stagione 1, guest stagione 2), interpretata da Milena Mancini.
Moglie di Lino.
- Penna (stagione 1-in corso), interpretato da Gabriel Montesi.
Piccolo malvivente che lavora per Lino.
- Padre Klaus Cerni (ricorrente stagione 1-2), interpretato da Ivan Franek.
Sacerdote che vive in isolamento dopo essere stato allontanato dal Papa.
- Benedetta (ricorrente stagione 1-2), interpretata da Selene Caramazza.
Ragazza che mette alla luce un bambino in una clinica sostenendo però di essere vergine.
- Esther Brocato (stagione 2-in corso), interpretata da Camilla Filippi.
Nuova inquilina di Città Palazzo.
- Cardinale Ripa (stagione 1), interpretato da Diego Verdegiglio.
Sacerdote cui fa riferimento Matteo per le sue indagini.
- Michela Greco (stagione 1-2), interpretata da Romana Maggiora Vergano.
Figlia del boss ucciso da Lino e, per un certo periodo, fidanzata segreta del figlio di quest’ultimo.
- Stefanuccio (stagione 1-2), interpretato da Francesco Giordano.
Uno dei picchiatori di Lino e amici di Christian.
- Sergio (stagione 1), interpretato da Andrea Bonella.
Membro della compagnia di Christian.
- Greco (stagione 1), interpretato da Pietro Bontempo.
Boss ucciso da Lino.
- Maria Greco (stagione 1), interpretata da Dodi Conti.
- Moglie del boss e madre di Michela.
- Lorenzo (stagione 1), interpretato da Christopher Capone.
Membro della compagnia di Christian.
- Lisa (stagione 1-in corso), interpretato da Valentina Pastore.
Moglie di Matteo.
- Virginia (stagione 1-in corso), interpretato da Juana Jimenez.
Prostituta trans amica di Rachele.
- Taribo (stagione 2), interpretato da Khadim Max.
Capo dei nigeriani che cerca di prendere il controllo del quartiere.

## Produzione
Nel giugno 2022 iniziano le riprese della seconda stagione, composta da sei episodi.

## Distribuzione
La serie ha debuttato il 28 gennaio 2022 su Sky Atlantic e in simulcast su Sky Cinema Due.
La seconda stagione è stata trasmessa a partire dal 24 marzo 2023.